# Clarias maclareni
Clarias maclareni là một loài cá trê thuộc họ Clariidae. Nó là loài đặc hữu của Cameroon. Nó dài 36 cm. Nó có 62-77 vây tia lưng mềm và 52-57 vây tia mềm ở đít và được đặc trưng bởi một tấm răng lá mía với chiều dài trung bình ngắn hơn nhiều so với chiều dài mảnh trước hàm.